# Bee Cave
Bee Cave es una ciudad ubicada en el condado de Travis en el estado estadounidense de Texas. En el Censo de 2010 tenía una población de 3.925 habitantes y una densidad poblacional de 293,92 personas por km².

## Geografía
Bee Cave se encuentra ubicada en las coordenadas 30°18′35″N 97°57′45″O / 30.30972, -97.96250. Según la Oficina del Censo de los Estados Unidos, Bee Cave tiene una superficie total de 13.35 km², de la cual 13.35 km² corresponden a tierra firme y (0%) 0 km² es agua.

## Demografía
Según el censo de 2010,había 3.925 personas residiendo en Bee Cave. La densidad de población era de 293,92 hab./km². De los 3.925 habitantes, Bee Cave estaba compuesto por el 87.52% blancos, el 1.3% eran afroamericanos, el 0.36% eran amerindios, el 5.5% eran asiáticos, el 0% eran isleños del Pacífico, el 2.19% eran de otras razas y el 3.13% pertenecían a dos o más razas. Del total de la población el 10.37% eran hispanos o latinos de cualquier raza.

## Educación
El Distrito Escolar Independiente de Lake Travis gestiona escuelas públicas.

## En la cultura popular
El lugar de nacimiento canónico del Enginner (En español Ingeniero), (con la voz de Grant Goodeve) de Team Fortress 2 de Valve es Bee Cave.